# Rıfat Ilgaz

Rıfat Ilgaz (n. 24 aprilie 1911, Cide, Vilâyet Kastamonu, Imperiul Otoman, azi Provincia Kastamonu, Turcia - 7 iulie 1993, Istanbul) a fost un poet turc. Rıfat Ilgaz a scris despre suferințele poporului. 

## Opere alese
- Apartıman Çocukları
- Cart Curt
- Çalış Osman Çiftlik Senin
- Devam
- Don Kişot Istanbul'da
- Garibin Horozu
- Geçmişe Mazi
- Güvercinim Uyur mu?